# Scinax flavoguttatus
Scinax flavoguttatus är en groddjursart som först beskrevs av Lutz 1939.  Scinax flavoguttatus ingår i släktet Scinax och familjen lövgrodor. IUCN kategoriserar arten globalt som livskraftig. Inga underarter finns listade i Catalogue of Life.